# Reset (häst)
Reset, född 3 november 2000, död 4 maj 2021, var ett australiskfött engelskt fullblod efter den ledande avelshingsten i Australien och Nya Zeeland, Zabeel.

## Bakgrund
Reset var en brun hingst efter Zabeel och under Assertive Lass (efter Zeditave). Han föddes upp av DPR Esplin och ägdes av Lloyd Williams. Han tränades under tävlingskarriären av Graeme Rogerson.
Reset tävlade mellan 2003 och 2004, och sprang totalt in 850 000 australiska dollar på 5 starter och lika många segrar. Han tog karriärens största segrar i Cadbury Guineas (2004) och Futurity Stakes (2004).

## Karriär
Reset tävlade bara som treåring under säsongen 2003–2004, och segrade bland annat i Cadbury Guineas och Futurity Stakes - båda grupp 1-löp. I Cadbury Guineas besegrade han Starcraft med minsta möjliga marginal. Starcraft kom senare att segra i två stycken grupp 1-löp i Europa. Istället för att fortsätta sin tävlingskarriär såldes Reset vid fyra års ålder till Darley Stud i Australien.

### Som avelshingst
Efter 15 år som avelshingst pensionerades Reset av Darley Stud under 2019, efter att ha blivit far till 34 stakesvinnare. Hans avkommor sprang totalt in 55 miljoner dollar i prispengar. Reset avled den 4 maj 2021, 20 år gammal.